# Atemptat de Niça de 2020
En el matí del 29 d'octubre de 2020, tres persones van morir en un atac a punyalades en Notre-Dame de Niça, una basílica catòlica romana a Niça, França. El presumpte atacant, un tunisià que va ser abatut per la policia, va ser detingut. L'alcalde de Niça va dir que es tractava d'un atac terrorista, atribuint-lo a l'extremisme islàmic.

## Context
En els últims anys, França ha estat testimoni de molts atacs terroristes gihadistes, duts a terme per cèl·lules terroristes tant de l'Estat Islàmic com d'Al-Qaida, i per llops solitaris inspirats pels dos grups. A Niça es va produir un atemptat amb camions en 2016, que va causar la mort de 86 persones; l'atemptat es va produir a uns 0,8 quilòmetres del lloc de l'atemptat de 2020. Dotze dies després de l'atemptat de 2016, un sacerdot, Jacques Hamel, va ser assassinat en un atac a una església a Normandia.
Quatre setmanes abans d'aquest incident, el president francès Emmanuel Macron va descriure l'Islam com una religió "en crisi" a tot el món, provocant la reacció dels musulmans. Es va comprometre a presentar un projecte de llei per a reforçar una llei de 1905 que separava oficialment l'església i l'estat a França. Dues setmanes després, Samuel Paty, un professor d'història, va ser assassinat i decapitat a Illa de França per un musulmà txetxè de 18 anys que va adquirir l'estatus de refugiat a França al març de 2020, després que el professor mostrés als seus alumnes caricatures de Charlie Hebdo que representaven al profeta islàmic Mahoma. Després de l'assassinat de Paty, Macron va defensar la publicació de les caricatures de Mahoma per motius de llibertat d'expressió. Després d'aquests esdeveniments, i en particular la defensa que va fer Macron de les caricatures, el President turc Recep Tayyip Erdoğan va demanar un boicot dels productes francesos. Es van produir diverses protestes a tot el món musulmà, en les quals es van cremar fotografies de Macron, acompanyades de càntics contra França.

## Incidents

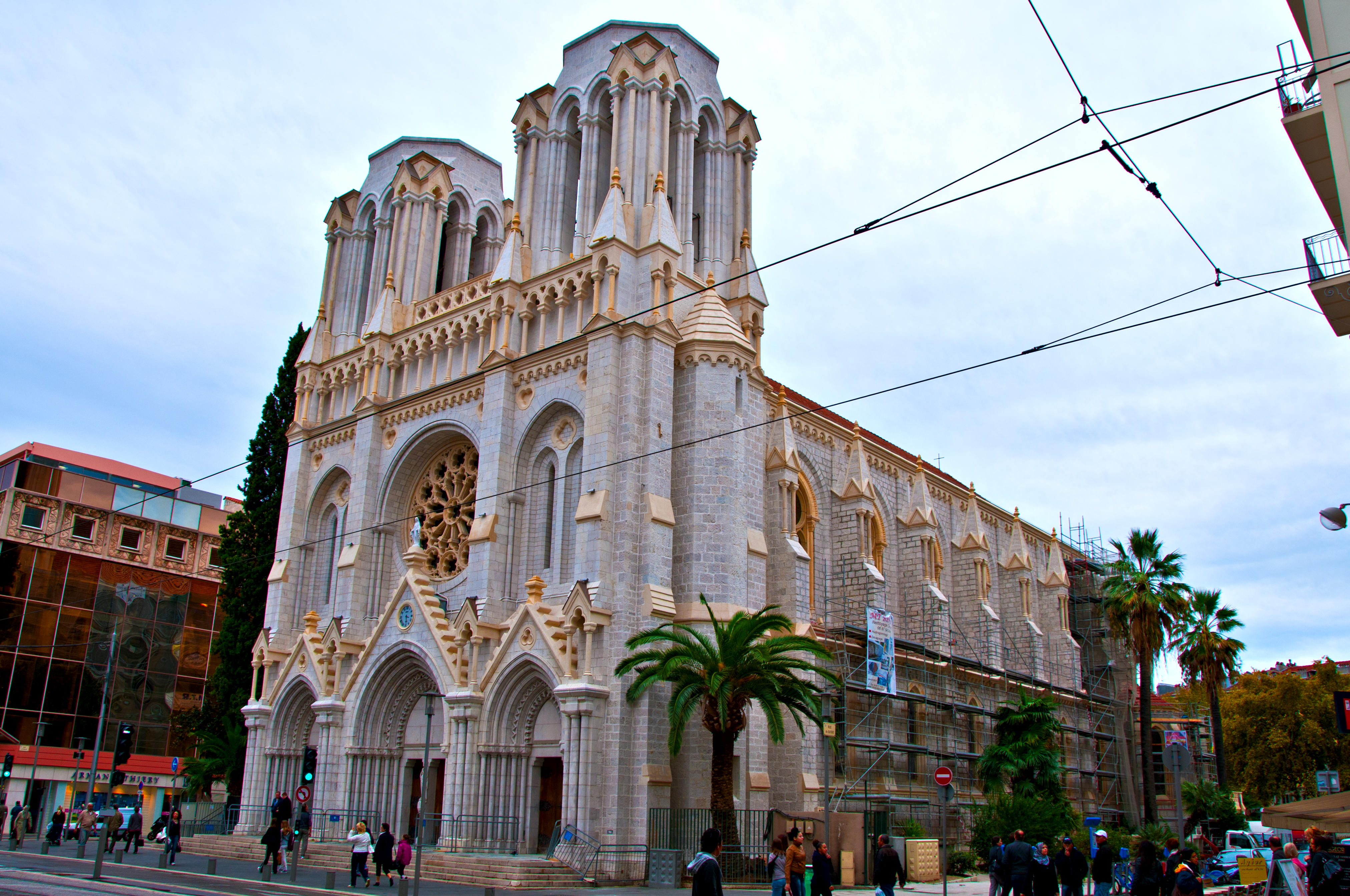
Notre-Dame de Niça, lloc de l'atac

L'atac es va produir el 29 d'octubre de 2020 a les 8.30 del matí, en els locals de Notre-Dame de Niça, una basílica catòlica romana situada en l'Avinguda Jean Médecin en el centre de Niça. L'atacant va matar a tres persones, una de les quals era una dona que, segons es va informar, havia estat decapitada, però posteriorment es va informar que la víctima només va ser trobada amb la gola tallada molt profundament.
L'atac es va dur a terme en un lapse de 28 minuts, durant els quals va cridar repetidament "Allahu Akbar!". Quatre agents de policia que van respondre a la trucada van electrocutar amb un tàser primer a l'atacant i després li van disparar, mentre ell continuava cridant "Allahu Akbar!". El sospitós va ser traslladat a l'hospital amb pronòstic greu. Un total de 14 trets van ser fets per la policia. Les autoritats van trobar articles que van dir pertanyien al sospitós, incloent un Alcorà, tres ganivets i dos telèfons cel·lulars.
El Ministre de l'Interior, Gérald Darmanin, va dir que s'estava duent a terme una operació policial a la ciutat. Una unitat de desactivació de bombes va respondre a l'escena del crim, mentre que agents de la policia antiterrorista fortament armats van començar a patrullar els carrers al voltant de la basílica. El dia després de l'atac, la policia va detenir a un home de 47 anys que es creia que havia estat en contacte amb l'atacant la nit anterior.

## Víctimes
Tres persones van ser assassinades. Una era una dona de 60 anys que resant en la basílica; va ser trobada amb la gola tallada molt profundament, en el que un agent va dir que semblava ser un intent de decapitar-la. Un altre va ser el sagristà de 55 anys, que va morir d'una gran ferida en la gola. La tercera persona assassinada va ser una dona brasilera de 44 anys que va escapar de l'església amb diverses punyalades i va morir en un bar pròxim.

## Reaccions

### Reaccions franceses
Es va guardar un moment de silenci en l'Assemblea Nacional quan va arribar la notícia de l'apunyalament. El govern va confirmar que el President Emmanuel Macron visitaria el lloc de l'atac més tard en el matí. Macron va cridar més tard a la fermesa i la unitat i va expressar la seva solidaritat amb la comunitat catòlica de França. També va dir que protegiria les escoles i llocs de culte duplicant la presència de les forces de seguretat.
Un representant del Consell Francès de la Fe Musulmana va condemnar l'atac, dient: "Com a senyal de duel i solidaritat amb les víctimes i els seus sers estimats, demano a tots els musulmans de França que cancel·lin totes les celebracions de la festa de Màwlid an-Nabí".

### Reaccions estrangeres
El president del Parlament Europeu David Sassoli, el president del Govern espanyol Pedro Sánchez i el President del Govern italià Giuseppe Conte van fer declaracions en les quals van expressar les seves condolences al poble francès. Turquia va condemnar l'atac com a "salvatge". L'atac també va ser condemnat per Aràbia Saudita.

## Incidents posteriors
El mateix dia, un home va ser arrestat prop d'una església en Sartrouville. Havia tractat de dur a terme un atac amb arma blanca i se'l va citar dient que es va inspirar en l'atac de Niça. Un home armat amb un ganivet també va ser arrestat a Lió; estava disposat a atacar a la gent en un tramvia, segons la policia. A més, el consolat francès a Jiddah (Aràbia Saudita) va informar d'un altre atac amb ganivet en el qual un assaltant va atacar el guàrdia de seguretat de l'edifici, però va ser detingut.
Dues hores després de l'atemptat de Niça, un home que deia ser membre del grup d'extrema dreta Génération identitaire va ser mort a tirs per la policia a Avinyó. Havia estat amenaçant als oficials i a un comerciant d'origen nord-africà amb una arma de foc i, segons es diu, va fer una salutació nazi. També tenia un historial de tractament psiquiàtric.